# 旧北部陵园 (慕尼黑)
旧北部陵园（德语：Alter Nordfriedhof）是德国巴伐利亚慕尼黑马克斯近郊的一座已关闭的公墓，旧北部陵园的建造工作始于1866年。在旧北部陵园建成后不久，北部陵园建成。